# 松阴溪
松阴溪，位于中华人民共和国浙江省南部的一条河流，是瓯江大溪段左岸支流。上游称成屏溪，发源于遂昌县垵口乡北园村以南山区，蜿蜒向北偏东流，于遂昌县城妙高街道东北黄庄村转东南流，流经松阳县赤寿乡、新兴镇、古市镇、叶村乡、松阳县城、象溪镇、裕溪乡等地，于丽水市莲都区碧湖镇堰头村东南过通济堰后汇入大溪。河长119千米，流域面积1981平方千米，年均径流量20.3亿立方米。

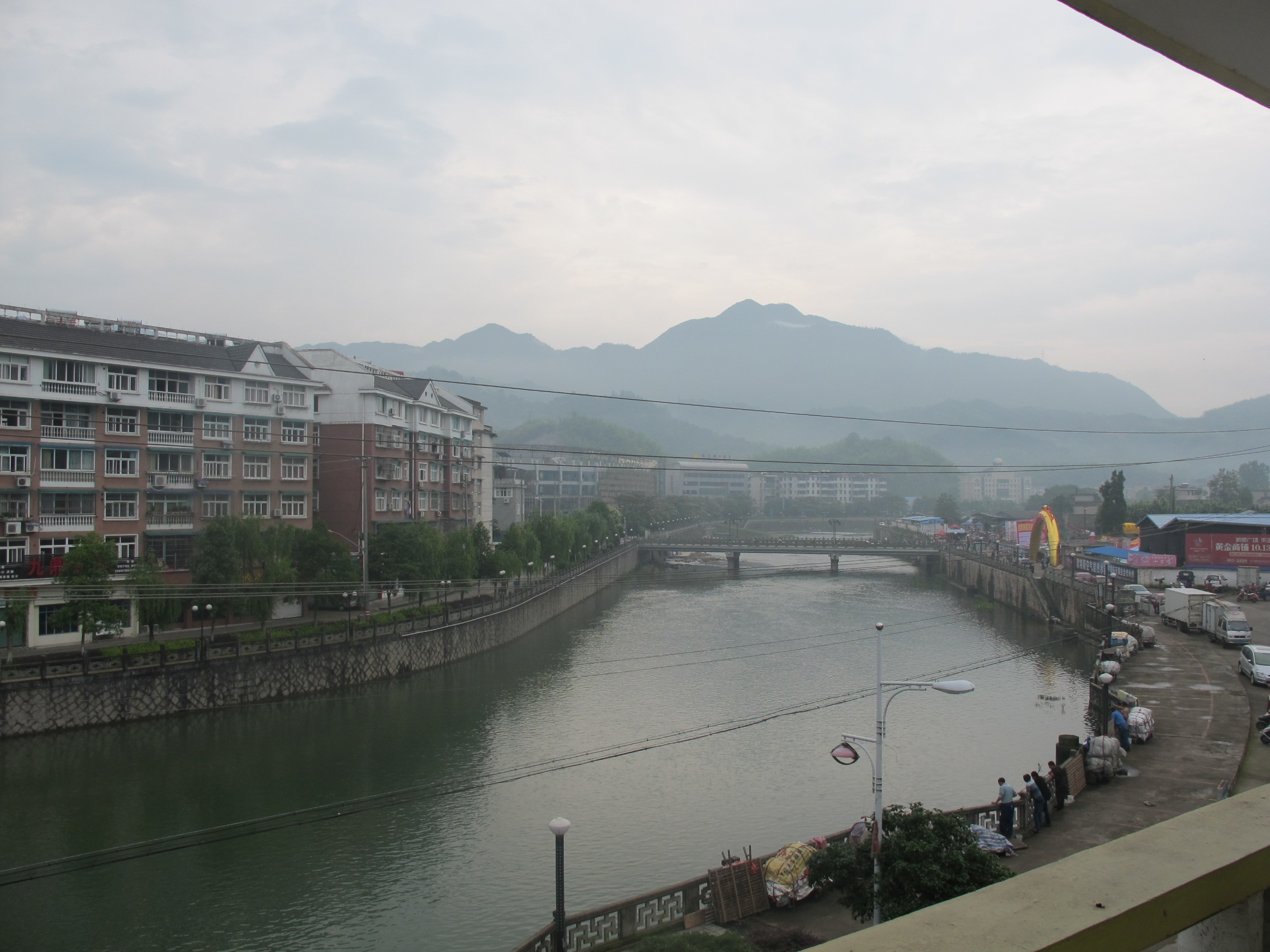
遂昌县城河段
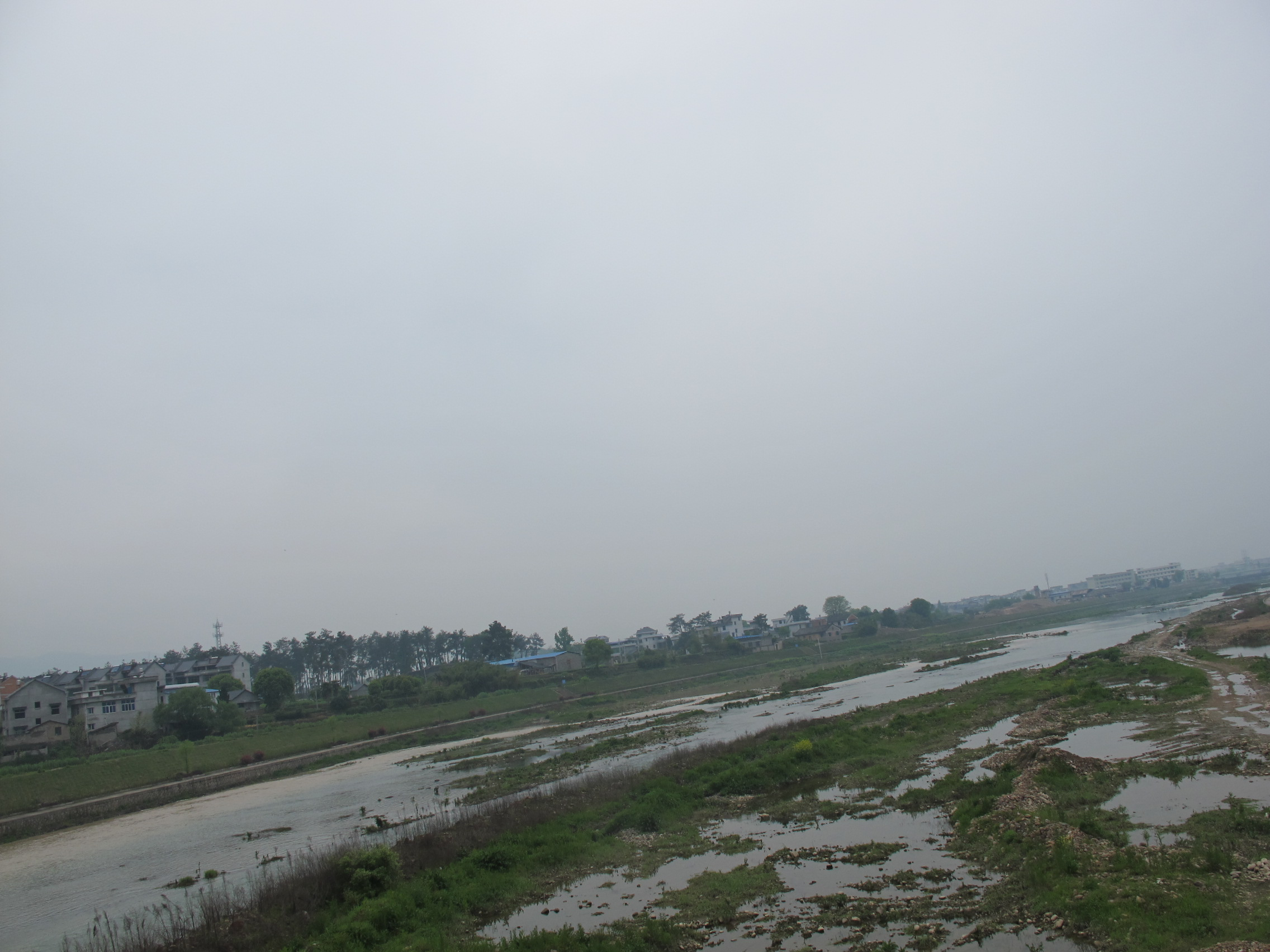
松阳县古市镇以南河段
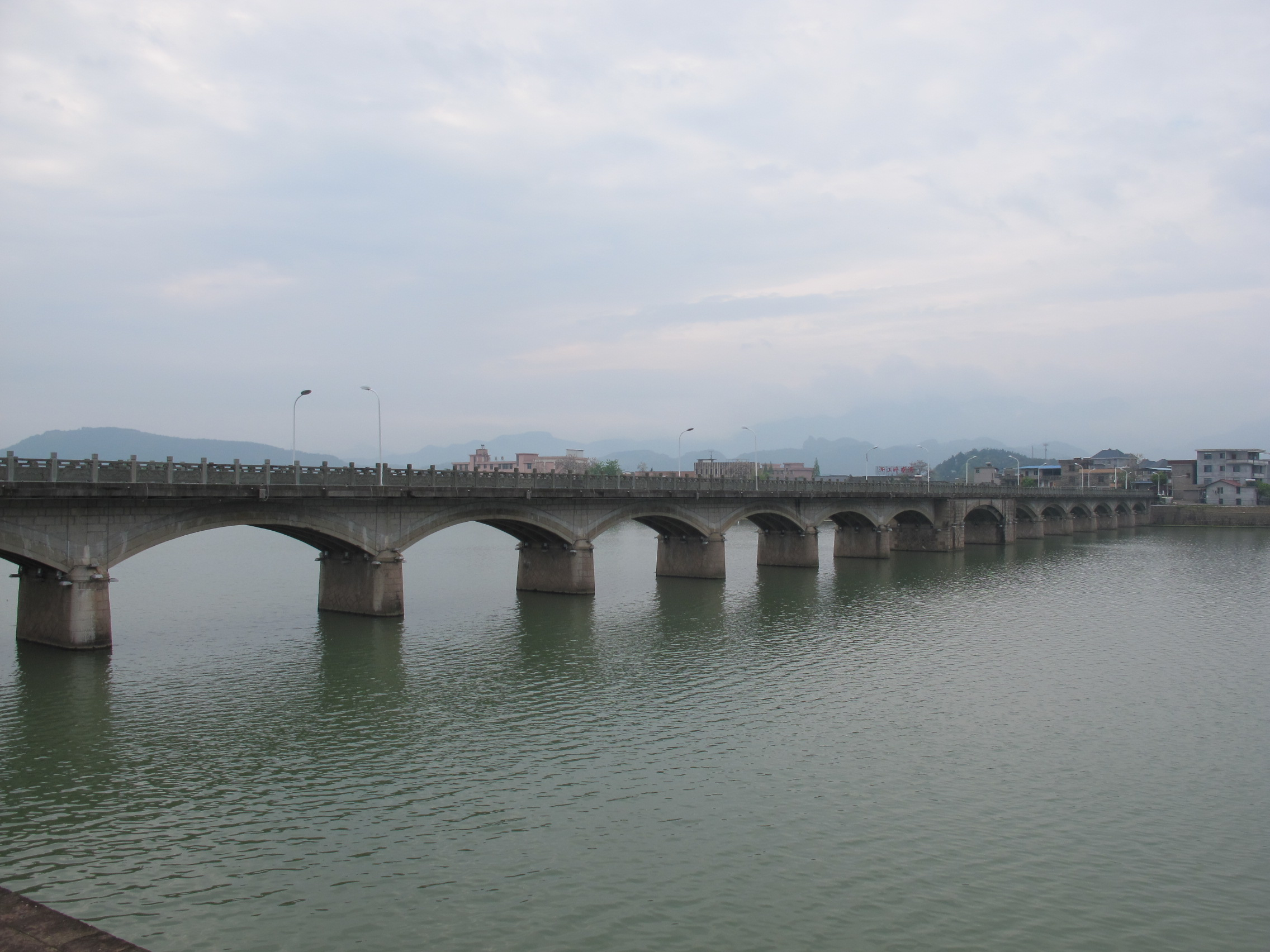
松阳县城南门大桥
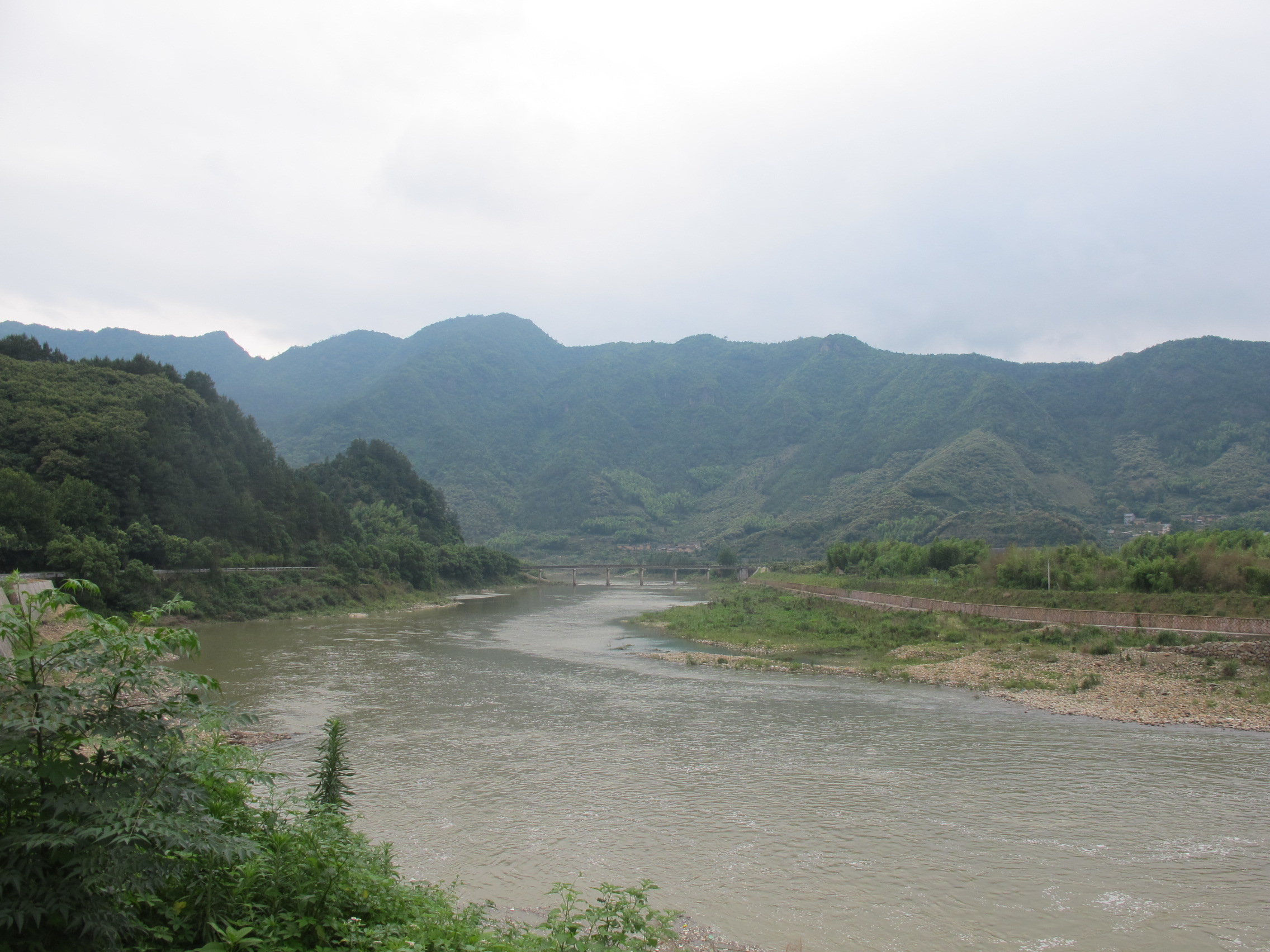
松阳县象溪镇附近河段